# Mario Trevi - 12º volume
 Mario Trevi - 12° volume, pubblicato nel 1979 su 33 giri (LPF 3303), Stereo8 (SP 303) e Musicassetta (CP 203), è un album discografico del cantante Mario Trevi.

## Il disco
L'album è una raccolta di brani di Mario Trevi, alcuni già incisi su 45 giri, altri inediti, per la casa discografica Polifon. L'album contiene brani appartenenti ai generi musicali di giacca e di cronaca, ritornati in voga a Napoli negli anni settanta, che riporteranno in voga il genere teatrale della sceneggiata. La direzione degli arrangiamenti è del M° Tony Iglio.

## Tracce
1. 'O diario (Riccio-Iglio)
2. L'ultima Piedigrotta (Russo-Iglio-Genta)
3. Pover'ammore (Nino D'Angelo)
4. 'O chiochiero (Riccio-Genta)
5. 'Na parola 'e gelusia (Fiorini-Genta)
6. 'A bomba (Iglio-Moxedano-Iglio)
7. 'O fuchista (Moxedano-Iglio)
8. 'O bene ca te voglio (Moxedano-Iglio)
9. 'A carta d'identità (Aurino-Iglio)
10. Doppo 'e me (Moxedano-Iglio)
11. 'N'avventura (Moxedano-Iglio)
12. 'O ristorante (Moxedano-Iglio)